# 山子腳 (臺北市)
山子腳，是臺北市的一個舊地名，位於今中山區、大同區交界地帶北部，範圍包括中山區的圓山里西大半部、集英里西北角，以及大同區的重慶里東南角、保安里東部、至聖里東半部、斯文里西北角除外部分、蓬萊里東北端。

## 歷史
台灣清治末期至日治前期，該地區為一街庄，稱為「山仔腳庄」，隸屬於大加蚋堡。該庄北隔基隆河與大直庄為鄰，東與新庄仔庄為鄰，南邊為牛埔庄，西邊為大龍峒街。
1901年（日治明治三十四年）11月，該庄為臺北廳直轄，隸屬於第三區。1906年（明治三十九年）1月，第三區改名「大龍峒區」。1920年（大正九年）山仔腳庄改制並雅化為「山子腳」大字，隸屬於臺北州臺北市。1922年4月町目劃分時，山子腳大字改制為圓山町。
戰後臺北市改制為省轄市。1946年2月臺北市劃分為10個區，山子腳地區分別隸屬於中山區、大同區，町改制為里。1968年7月臺北市改制為院轄市。1990年3月，臺北市各區重劃，山子腳地區仍分屬於中山區、大同區。

## 交通
台北捷運淡水信義線經過牛埔地區，設有圓山站。鄰近居民可由此等路線及相關路網快速前往大台北地區各地，或在台北車站轉搭高鐵、台鐵或客運前往全台各地。
省道台2甲線（中山北路三段）經過本地區，為重要的平面聯外道路。

## 學校
- 大同大學（部分）
- 蘭州國中（部分）
- 大同國小（部分）

## 文化資產
- 臨濟護國禪寺（市定古蹟）

## 公園
- 花博公園圓山園區、美術園區

## 公共設施
- 台北市立美術館
- 台北故事館